# Championnats d'Afrique de badminton 1984
Navigation
Lagos 1982 Lagos 1988
Les championnats d'Afrique de badminton 1984, quatrième édition des championnats d'Afrique de badminton, se déroulent en août 1984 à Dar es Salam, en Tanzanie. 
Le Zambien Simon Gondwe remporte la finale du simple messieurs contre le Tanzanien Feroz.